# China Railway High-speed
China Railway High-speed (abrev. CRH); chino simplificado: 中国铁路高速; chino tradicional: 中國鐵路高速; pinyin: Zhōngguó tiělù gāosù) es el sistema ferroviario de alta velocidad operado por China Railways.
Hexie Hao (chino simplificado: 和谐号; chino tradicional: 和諧號; pinyin: Héxié Hào) (Literalmente: Armonía) es la designación para los trenes de alta velocidad funcionando en este sistema ferroviario. Al comienzo de los viajes, todos los trenes estaban marcados “CRH” en el centro de la cabeza del vehículo y al lado en las paredes de cada uno. Sin embargo, pronto se cambió a los caracteres chinos “和谐号” en todos los trenes. CRH1/2/5 tienen una velocidad máxima de 200/250 km/h. CRH2C y CRH3 tienen una velocidad máxima de 300/350 km/h. La nueva generación de trenes chinos CRH380A, B, C y D tienen una velocidad máxima de 380 km/h. En 2014 han encargado nuevos trenes con una velocidad máxima de 200/250 km/h: CRH6A, CRH3A, CRH3G Y CRH2H.
Cada tren está formado por 8 o 16 coches con una capacidad de entre 588 (CRH2A) y 1.229 (CRH2B) personas, dependiendo de la formación del tren. CRH1 y CRH380D fueron construidos por una operación conjunta entre Bombardier y CSR Sifang Power Transportation en Qingdao, provincia de Shandong. Los CRH2 y CRH380A basados en la tecnología japonesa de Kawasaki E2 se construyeron en la misma fábrica de CSR Sifang Power Transportation. China Northern Locomotive y Rolling Stock Industry (CNR), con fábricas en Tangshan y Changchun construyó los trenes CRH3 basados en el Velaro de Siemens y sus derivados CRH380B y C, y los CRH5 basados en la tecnología de Alstom. Estos trenes están diseñados para satisfacer las normas de estándar internacional de la UIF y el CEN y cada vehículo utiliza una carrocería de aleación de aluminio de alta resistencia de un peso de tan sólo 8,5 toneladas.

## Lista de trenes CRH

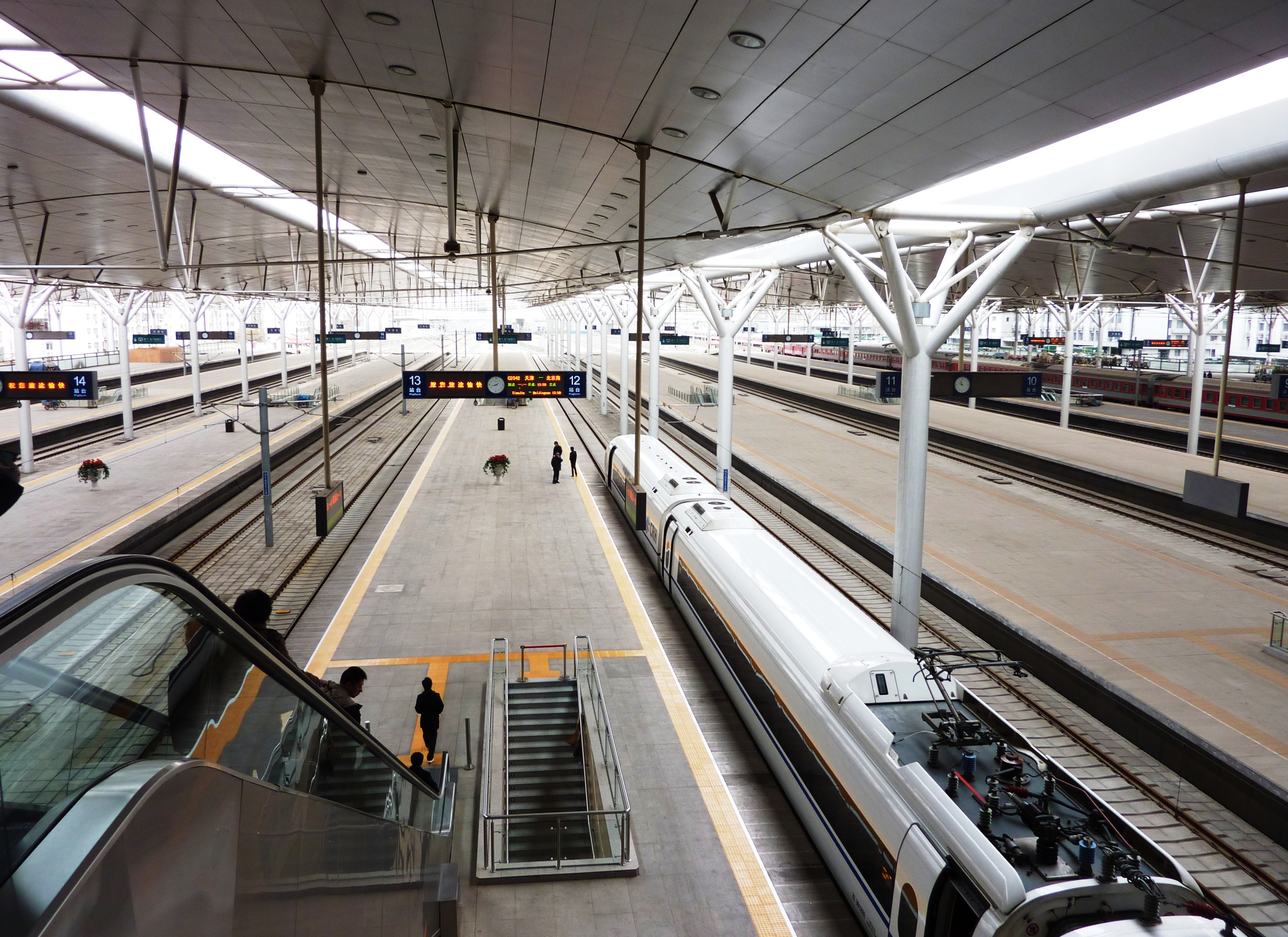
Estación CRH de Tientsin

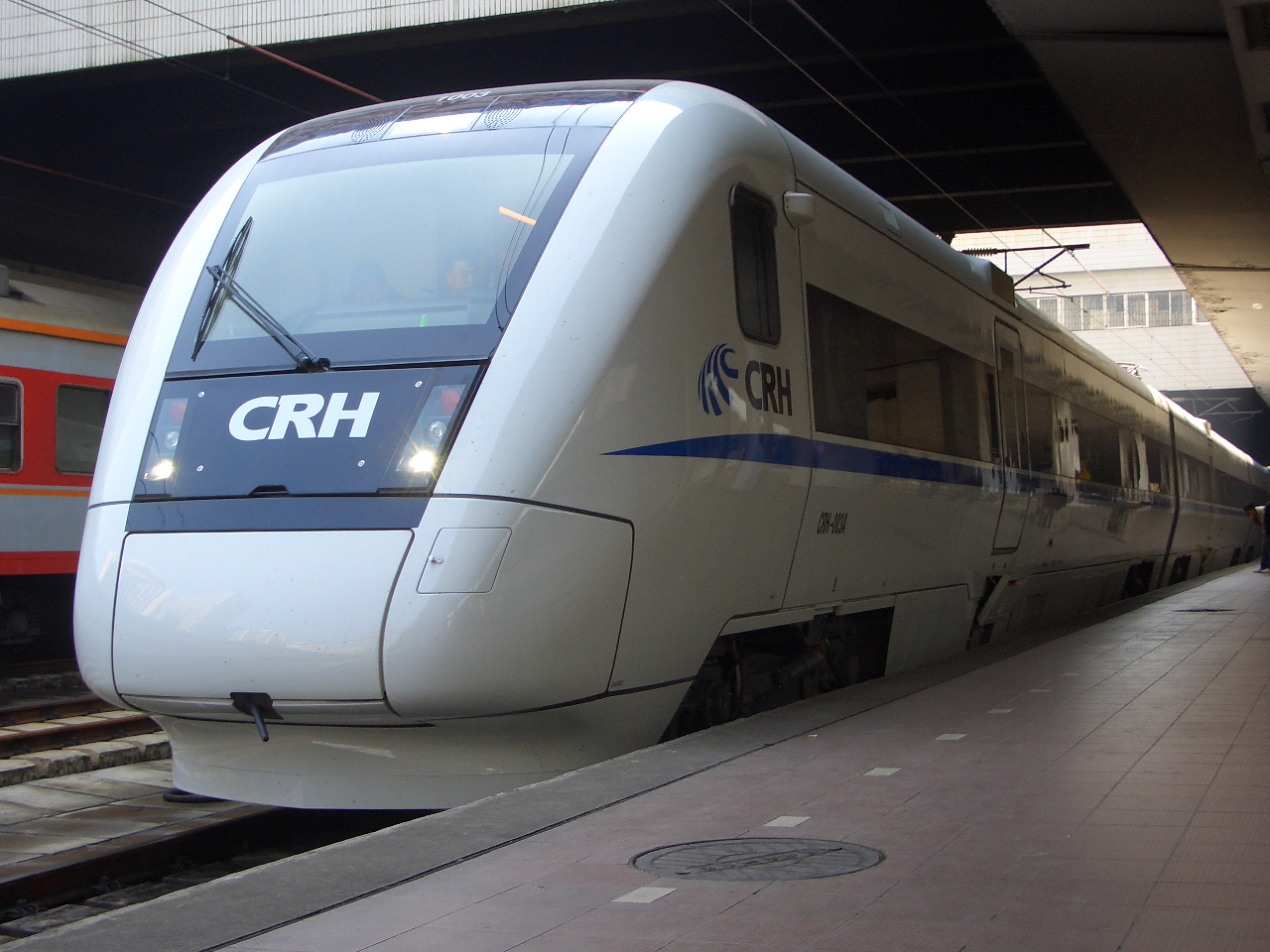
CRH1
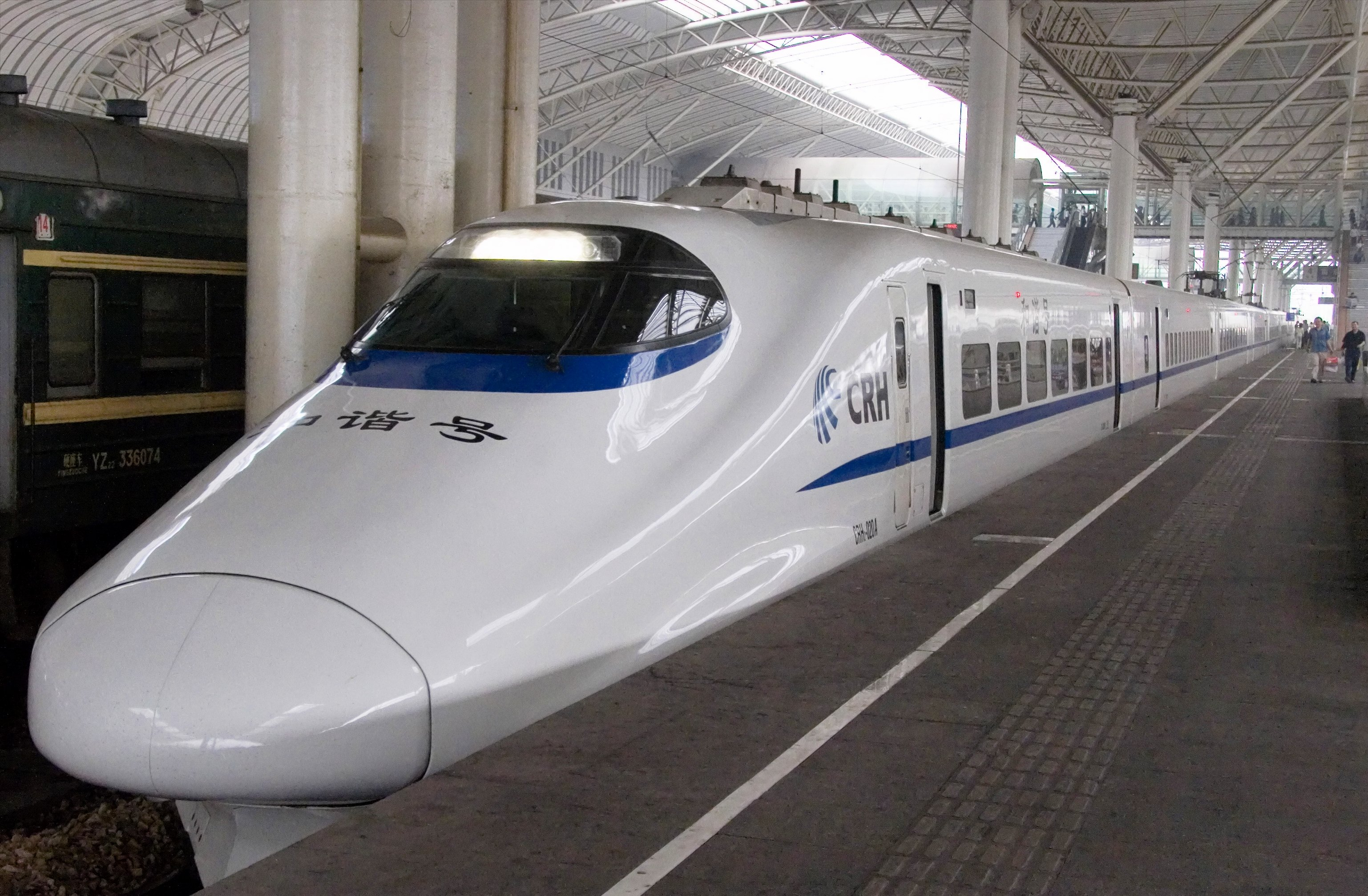
CRH2
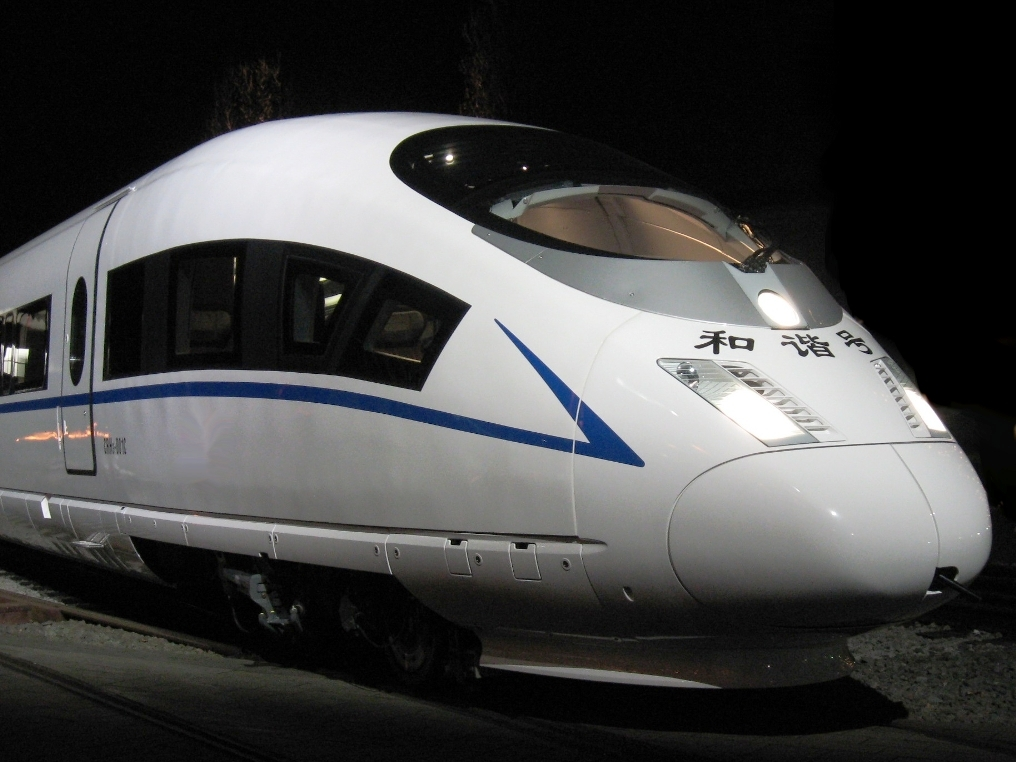
CRH3
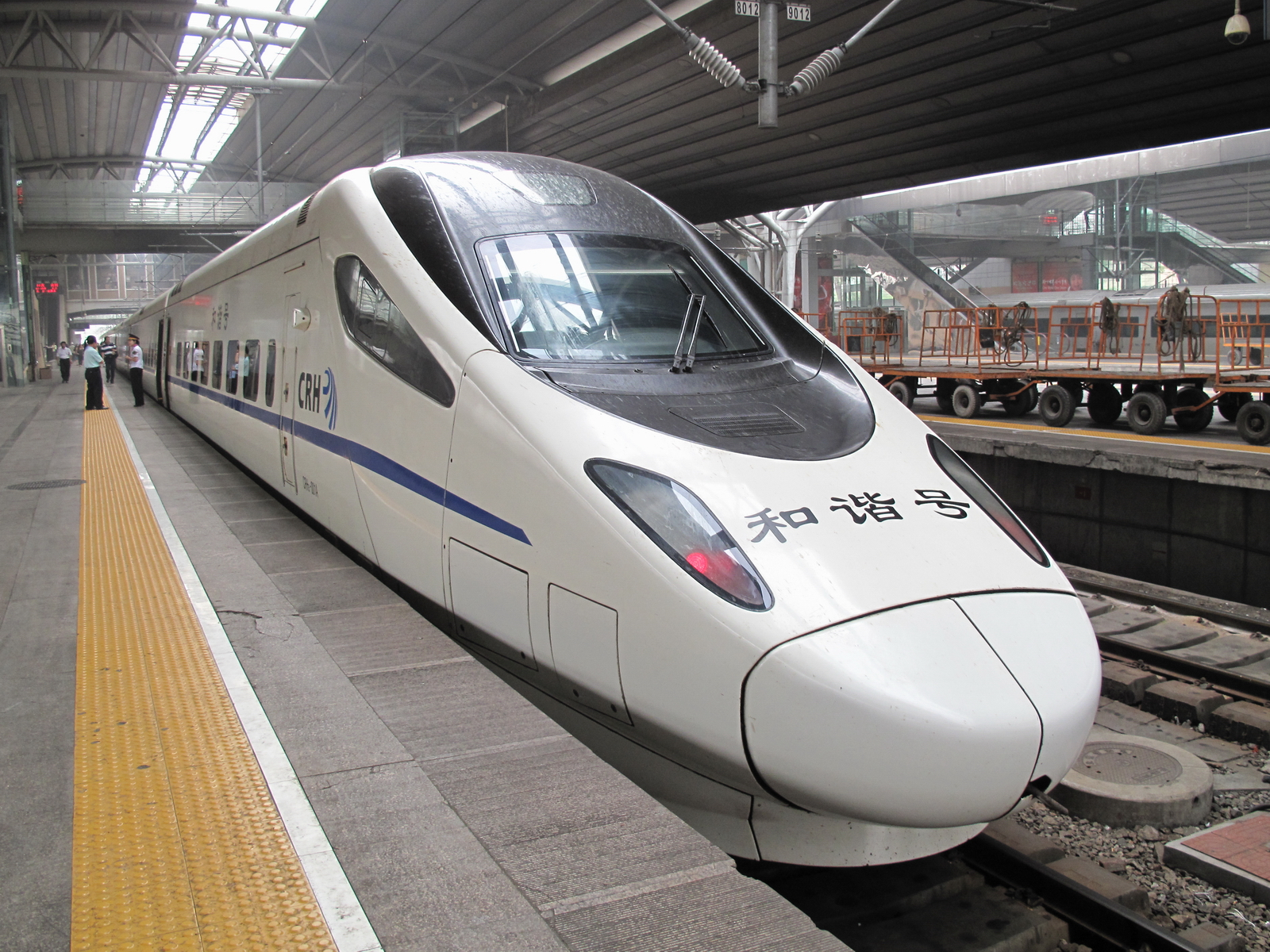
CRH5
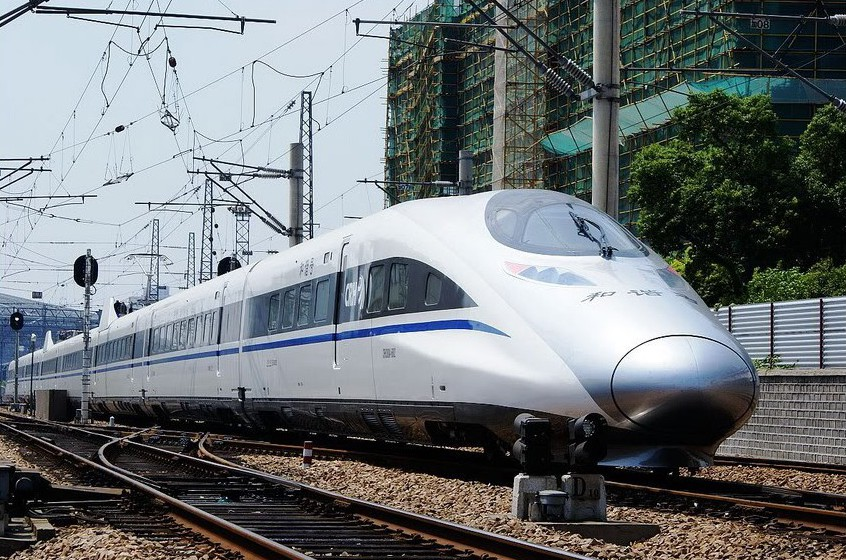
CRH380A
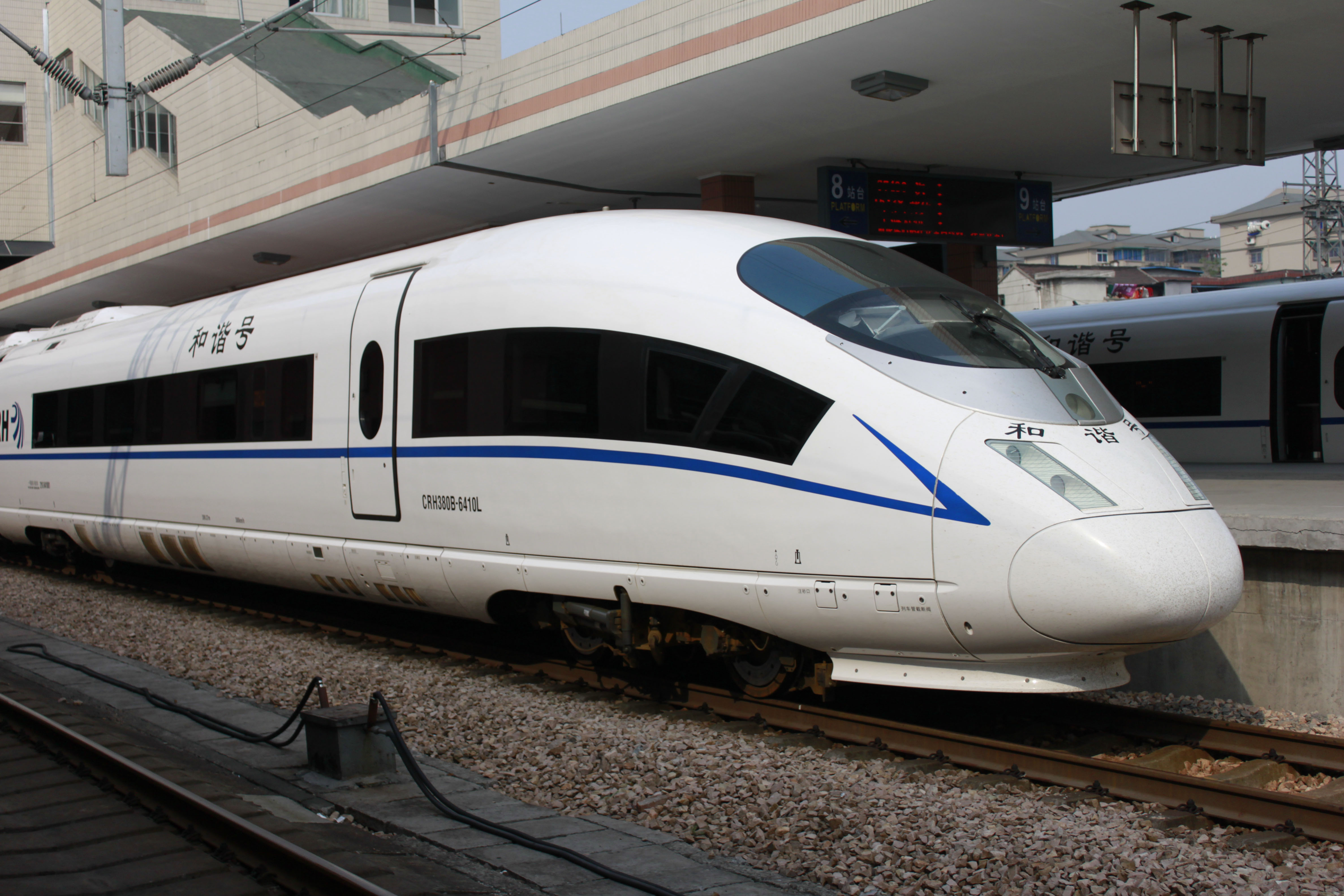
CRH380B
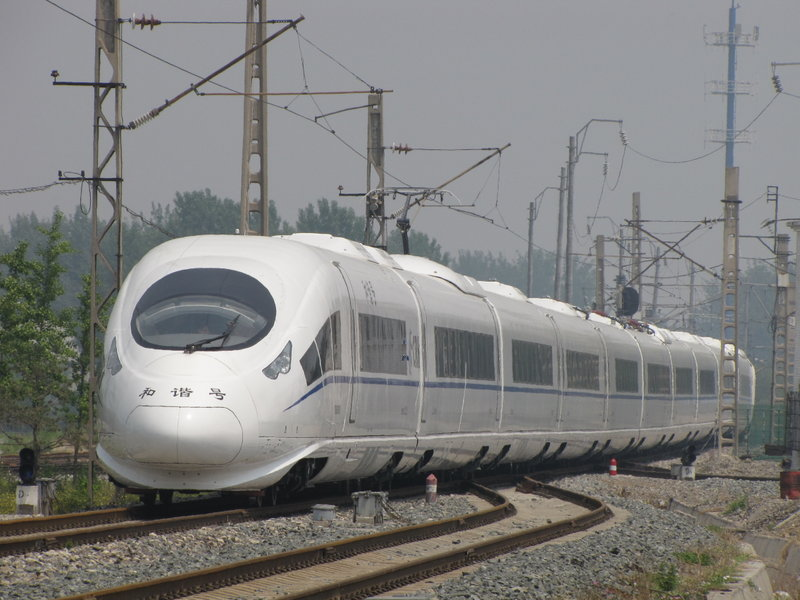
CRH380C
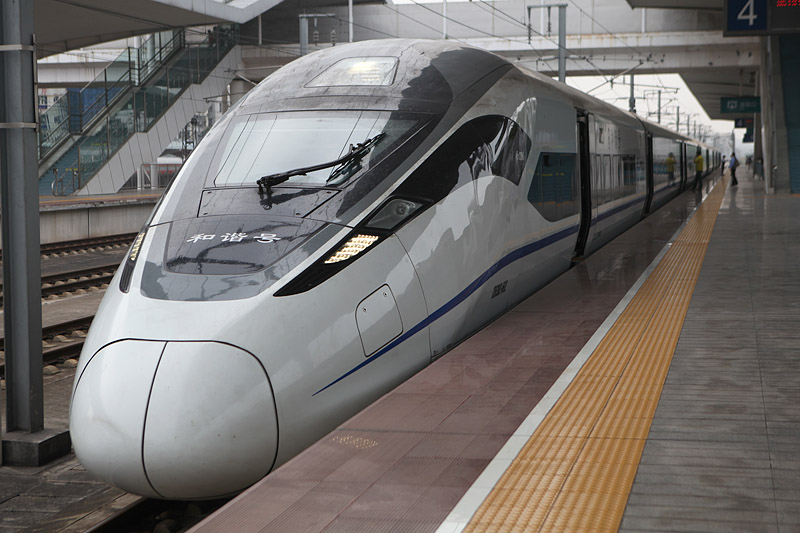
CRH380D

Entre el 10/10/2004 y el 26/04/2011 CRH realizó 22 pedidos para un total de 1.050 trenes de alta velocidad: 530 para 300/380 km/h y 520 para 200/250 km/h.
Debido al cambio en la política de velocidades y precios de abril de 2011, los trenes solo circulan a las velocidades máximas de 300 o 200 km/h.

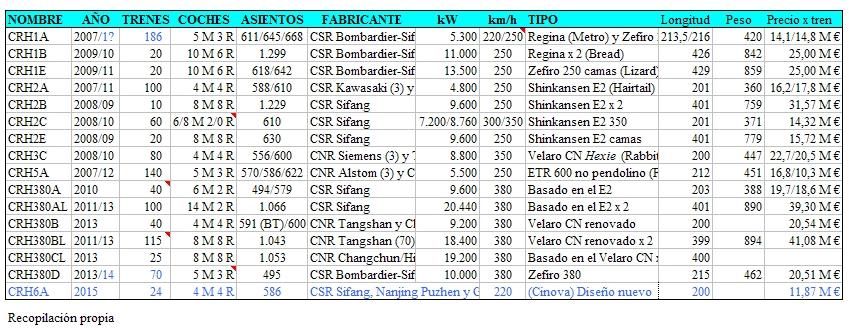
Series de trenes CRH chinos de alta velocidad

Las próximas series en entrar en servicio serán los CRH3A (para 200 km/h), y CRH3G y CRH2H (para 250 km/h); este último tendrá literas para la nueva línea Lanzhou-Urumqi, que se encuentra a una altitud de 3.607 metros.
Notas: las series que terminan en "B" o "L" tienen 16 coches. Las que terminan en "E" o "H" tienen literas.

## Tipos de trenes chinos según su velocidad y paradas
G- TAV: el más rápido, a 300 km/h.
C- TAV Intercity: a 300 km/h, entre ciudades próximas.
D- Automotor eléctrico: también llamado Hexiehao (Armonía), a 200 km/h.
Z- Tren Exprés Directo: para larga distancia con pocas paradas, a 160 km/h. Solo asientos reclinables y camas/literas (soft-sleepers y soft-seats).
T- Exprés: para larga distancia con pocas paradas, a 140 km/h. A veces asientos reclinables, camas y literas (soft-sleeper, soft-seat, hard-sleeper y hard-seat).
K- Rápido: más paradas que el serie T, a 120 km/h. Aire acondicionado, con 4 clases y literas.
Tren local rápido: más lentos y con más paradas que los serie K, a 120 km/h. Algunos no tienen aire acondicionado.
Tren local: los más lentos, a 100 km/h, parando en todas las estaciones. Sin aire acondicionado.
Tren intercambiador: servicio interno, no admite viajeros.
L– Trenes temporales: por ejemplo para el Festival Chino de Primavera o la Fiesta Nacional, cuando casi todos los chinos vuelven a sus lugares de origen. Rutinariamente sujetos a retrasos.
Y- Tren turístico.